# Дмитрій II (фільм)
«Дмитрій II» — радянський художній фільм 1982 року, знятий на кіностудії «Грузія-фільм», історична драма.

## Сюжет
Фільм розповідає про події в Грузії XIII століття. Коли під загрозою опиняється саме існування нації, визвольну боротьбу народу Грузії проти загарбників очолює цар Дмитрій II (Деметрі II), який був прозваний в народі Самовідданим…

## У ролях
- Леван Тутберідзе — цар Дмитрій II
- Елгуджа Бурдулі — Давід
- Заза Магалашвілі — Раті
- Георгій Бурджанадзе — Гурам
- Отар Коберідзе — Тарсаїч Орбелі
- Кахі Кавсадзе — Католікос
- Гіві Чугуашвілі — Аргун Ноїн
- Гурам Сагарадзе — Буга Ноїн
- Імеда Кахіані — епізод
- Муртаз Арабулі — Мікела

## Знімальна група
- Режисер: Рамаз Хотіварі
- Сценарист: Рамаз Хотіварі
- Оператор: Джимшер Крістесашвілі